# Joodse begraafplaats (Stadskanaal)
De Joodse begraafplaats aan het Gedempte Ceresdiep in Stadskanaal is pas relatief laat gesticht. In 1848 vroeg de Joodse gemeente van Stadskanaal toestemming om een stuk land, dat eigendom was van de stad Groningen, te mogen gebruiken als begraafplaats. Bij raadsbesluit van 1 december 1849 werd het perceel tussen de eerste en tweede afdraai van het Stadskanaal afgestaan aan de Joodse gemeente.
De oudste zichtbare grafsteen die nu nog aanwezig is, is die van Aron Juda de Levie (1822-1881). De eerste begrafenis is volgens de boeken echter al in 1878 geweest. Het ging om Jehoeda Levie de Vries. Deze zerk is ooit opgedolven geweest en weer begraven.
Aanvankelijk viel de Joodse gemeente van Stadskanaal onder die van Veendam. Omstreeks 1850 werd Stadskanaal zelfstandig in de rang van bijkerk. Veendam had al in de 18de eeuw een eigen Joodse begraafplaats. Het is mogelijk dat vóórdat Stadskanaal een eigen begraafplaats had, zij haar doden in Veendam begroef.
Na de Tweede Wereldoorlog werd de Joodse gemeente van Veendam bij Stadskanaal gevoegd. In 1988 werd Stadskanaal weer bij Groningen gevoegd. De synagoge - gelegen aan de Hoofdstraat in Stadskanaal - werd in 1958 verkocht en omstreeks 1964 gesloopt. Er werden nog enkele jaren diensten gehouden in een huis naast de synagoge, maar de gemeente was na de oorlog te klein geworden. In 1930 waren er in Stadskanaal en omgeving ongeveer 150 Joden gevestigd, na de oorlog waren dat er nog geen 30.
Op de Joodse begraafplaats van Stadskanaal staan 110 grafstenen. De plaatselijke overheid beheert de begraafplaats.